# Бомениль (Кальвадос)
Бомени́ль (фр. Beaumesnil) — коммуна во Франции, находится в регионе Нижняя Нормандия. Департамент коммуны — Кальвадос. Входит в состав кантона Сен-Севе-Кальвадос. Округ коммуны — Вир.
Код INSEE коммуны — 14054.

## Население
Население коммуны на 2010 год составляло 210 человек.
| 1962 | 1968 | 1975 | 1982 | 1990 | 1999 | 2010 |
| ---- | ---- | ---- | ---- | ---- | ---- | ---- |
| 211  | 201  | 194  | 152  | 177  | 188  | 210  |

## Экономика
В 2010 году среди 132 человек трудоспособного возраста (15—64 лет) 102 были экономически активными, 30 — неактивными (показатель активности — 77,3 %, в 1999 году было 77,1 %). Из 102 активных жителей работали 96 человек (53 мужчины и 43 женщины), безработных было 6 (1 мужчина и 5 женщин). Среди 30 неактивных 8 человек были учениками или студентами, 13 — пенсионерами, 9 были неактивными по другим причинам.